# Katzenkönigfall
Als Katzenkönigfall wird eine bekannte Entscheidung des Bundesgerichtshofs aus dem Jahr 1988 bezeichnet, die mit Täterschaft, Teilnahme und Verbotsirrtum wichtige Bereiche aus dem Strafrecht behandelt.

## Sachverhalt
Nach Feststellung des Landgerichts Bochum lebten die drei Angeklagten Peter P., Barbara H. und Michael R. in einem von „Mystizismus, Scheinerkenntnis und Irrglauben“ geprägten „neurotischen Beziehungsgeflecht“ zusammen. Dabei gelang es Peter P. und Barbara H., den leicht beeinflussbaren Polizeibeamten Michael R. von der Existenz eines „Katzenkönigs“ zu überzeugen, der seit Jahrtausenden das Böse verkörpere und die Welt bedrohe.
Als Barbara H. 1986 von der Heirat ihres Ex-Freundes Udo N. mit einer Frau namens Annemarie N. erfuhr, beschloss sie gemeinsam mit Peter P., den Aberglauben von Michael R. zu nutzen, um Annemarie N. zu töten. Sie spielte Michael R. vor, der „Katzenkönig“ verlange für die vielen von R. begangenen Fehler ein Menschenopfer in Gestalt von Annemarie N. Würde der „Katzenkönig“ dieses Opfer nicht erhalten, müsse Michael R. sie verlassen und die Menschheit oder zumindest Millionen von Menschen würden vernichtet werden. Michael R. wusste um die Strafbarkeit des von ihm verlangten Handelns, ließ sich jedoch trotz Gewissensbissen zur Abwehr einer vermeintlichen „Gefahr für Millionen Menschen“ darauf ein.
Peter P. gab Michael R. sein Fahrtenmesser und riet ihm, Annemarie N. damit hinterrücks in ihrem Blumenladen zu erstechen. Daraufhin betrat Michael R. am 30. Juli 1986 den Blumenladen und gab vor, Rosen kaufen zu wollen. Dann stach er der ahnungs- und wehrlosen Annemarie N. zwölfmal in Hals, Gesicht und Körper. Als Dritte zu Hilfe eilten, ließ er von seinem Opfer ab, rechnete aber mit dessen Tod. Annemarie N. überlebte jedoch schwer verletzt.

## Urteil des Landgerichts Bochum

### Strafbarkeit des R.
Das Schwurgericht befand R. des versuchten heimtückischen Mordes für schuldig. Er hatte eigenhändig und in Tötungsabsicht auf N. eingestochen und dabei ihre Arg- und Wehrlosigkeit ausgenutzt. Den Versuch beendete er erst, als er glaubte, der Taterfolg würde noch eintreten.
Ein Rücktritt vom Versuch fand nicht statt, da R. keine Bemühungen unternommen hatte, den Erfolg abzuwenden.
Auf Notwehr oder Nothilfe konnte R. sich nicht berufen, da weder er noch andere einem gegenwärtigen Angriff durch N. ausgesetzt waren.
Auch seine Berufung auf rechtfertigenden Notstand ging fehl, da tatsächlich keine gegenwärtige Gefahr vorlag. R. befand sich insofern zwar in einem Irrtum über die Rechtfertigungslage. Dieser konnte ihm aber nicht zugutekommen, da beim rechtfertigenden Notstand „Leben gegen Leben“ nicht gegeneinander abgewogen werden kann.
Bei R. lag daher ein Verbotsirrtum vor, aber lediglich ein vermeidbarer. Als einem Polizeibeamten war es ihm unter Berücksichtigung seiner individuellen Fähigkeiten möglich, die falsche Abschätzung zu erkennen.
Sachverständige schlossen bei R. Schwachsinn und eine krankhafte seelische Störung aus. Er habe jedoch eine „hoch abnorme Persönlichkeit“. Dies und die „erfolgreiche Überzeugungsarbeit der Angeklagten H. und P.“ habe R. zur Tatzeit in eine Wahngewissheit geführt, die als schwere andere seelische Abartigkeit zu kennzeichnen sei.
R. hatte allerdings noch die Einsichtsfähigkeit, sein Handeln als Unrecht zu erkennen, und war auch nicht seiner Steuerungsfähigkeit beraubt gewesen. Die Strafkammer nahm daher keine vollständige Schuldunfähigkeit, aber dennoch eine erheblich verminderte Schuldfähigkeit zu seinen Gunsten  an. Seine Strafe wurde daher auf eine Freiheitsstrafe von neun Jahren gemindert.

### Strafbarkeit des P. und der H.
Die Angeklagten P. und H. wurden nicht als Anstifter, sondern als mittelbare Täter wegen versuchten Mordes verurteilt. Sie hatten die Tat durch einen anderen begangen, wobei das Gericht ihnen nicht Heimtücke, sondern niedrige Beweggründe zur Last legte und gegen beide auf lebenslange Freiheitsstrafe erkannte.

## Revisionsverfahren des Bundesgerichtshofs
Alle drei Angeklagten fochten das Urteil des Landgerichts wegen sachlicher Mängel an, wobei Barbara H. die Anfechtung auf das Strafmaß beschränkte.
Fehler fand der Bundesgerichtshof nur in der Strafzumessung für alle drei Angeklagten. Die Strafkammer habe keine Gesamtschau der Tatumstände und der Persönlichkeit der Täter vorgenommen, bei der den wesentlich versuchsbezogenen Umständen, nämlich Nähe zur Tatvollendung, Gefährlichkeit des Versuchs und aufgewandte kriminelle Energie besonderes Gewicht zukomme. Ihr sei möglicherweise entgangen, dass die Tatbeiträge von H. und P. nicht gleichgewichtig waren, da H. die treibende Kraft war, der P. sich, wenn auch in eigenem Interesse, unterordnete. Sie habe auch nicht ausreichend eine Strafminderung nach § 23 Abs. 3 StGB, wegen Persönlichkeitsabnormitäten der Angeklagten H. und P. und ihres eigenartigen Beziehungsgeflechts, geprüft. Ihre Persönlichkeitsmängel führten zwar nicht zu verminderter Schuldfähigkeit nach § 21 StGB, müssten aber im Rahmen der Strafzumessung berücksichtigt werden.

## Zweites Urteil des Landgerichts Bochum
Die vom 10. bis zum 18. Januar 1989 dauernde Neu-Verhandlung vor dem Schwurgericht führte dann zu milderen Strafen. Barbara H. wurde zu einer Freiheitsstrafe von 14 Jahren verurteilt, Peter P. zu einer Freiheitsstrafe von elf Jahren und Michael R. zu einer Freiheitsstrafe von acht Jahren.

## Bedeutung und Folgen des Urteils
In der rechtswissenschaftlichen Literatur hat das Urteil zu erheblichen Diskussionen geführt. Insbesondere die Figur der mittelbaren Täterschaft bei Einsatz eines nicht schuldlos handelnden Vordermanns ist bis heute nicht abschließend geklärt.

## Einzelbelege
1. ↑  BGH, Urteil des 4. Strafsenats vom 15. September 1988, Az. 4 StR 352/88, BGHSt 35,347 - Katzenkönig.
2. ↑  § 211 Abs. 2, 2. Gruppe, 1. Alternative StGB – „Mörder ist, wer [...] heimtückisch [...] einen Menschen tötet.“ – i. V. m. § 23 Abs. 1 StGB – „Der Versuch eines Verbrechens ist stets strafbar [...].“ – und § 12 Abs. 1 StGB – „Verbrechen sind rechtswidrige Taten, die im Mindestmaß mit Freiheitsstrafe von einem Jahr oder darüber bedroht sind.“
3. ↑  § 24 Abs. 1 – „Wegen Versuchs wird nicht bestraft, wer freiwillig die weitere Ausführung der Tat aufgibt oder deren Vollendung verhindert. Wird die Tat ohne Zutun des Zurücktretenden nicht vollendet, so wird er straflos, wenn er sich freiwillig und ernsthaft bemüht, die Vollendung zu verhindern.“
4. ↑  § 32 Abs. 2 StGB – „Notwehr ist die Verteidigung, die Erforderlich ist, um einen gegenwärtigen rechtswidrigen Angriff von sich oder einem anderen abzuwehren.“
5. ↑  § 34 StGB – „Wer in einer gegenwärtigen, nicht anders abwehrbaren Gefahr für Leben, Leib, Freiheit, Ehre, Eigentum oder ein anderes Rechtsgut eine Tat begeht, um die Gefahr von sich oder einem anderen abzuwenden, handelt nicht rechtswidrig, wenn bei Abwägung der widerstreitenden Interessen, namentlich des der betroffenen Rechtsgüter und des Grades der ihnen drohenden Gefahren, das geschützte Interesse das beeinträchtigte wesentlich überwiegt. Dies gilt jedoch nur, soweit die Tat ein angemessenes Mittel ist, die Gefahr abzuwenden.“
6. ↑  § 17 StGB – „Fehlt dem Täter bei der Begehung der Tat die Einsicht, Unrecht zu tun, so handelt er ohne Schuld, wenn er diesen Irrtum nicht vermeiden konnte. Konnte der Täter den Irrtum vermeiden, so kann die Strafe nach § 49 Abs. 1 gemildert werden.“
7. ↑  § 20 4. Alternative StGB – „Ohne Schuld handelt, wer bei Begehung der Tag wegen [...] einer anderen seelischen Abartigkeit unfähig ist, das Unrecht der Tat einzusehen oder nach dieser Einsicht zu handeln.“
8. ↑  § 21 StGB – „Ist die Fähigkeit des Täters, das Unrecht der Tat einzusehen oder nach dieser Einsicht zu handeln, aus einem der in § 20 bezeichneten Gründe bei Begehung der Tat erheblich vermindert, so kann die Strafe nach § 49 Abs. 1 gemildert werden.“
9. ↑  § 49 Abs. I StGB – „(1) An die Stelle von lebenslanger Freiheitsstrafe tritt Freiheitsstrafe nicht unter drei Jahren. (2) Bei zeitiger Freiheitsstrafe darf höchstens auf drei Viertel des angedrohten Höchstmaßes erkannt werden. Bei Geldstrafe gilt dasselbe für die Höchstzahl der Tagessätze. (3) Das erhöhte Mindestmaß einer Freiheitsstrafe ermäßigt sich im Falle eines Mindestmaßes von zehn oder fünf Jahren auf zwei Jahre, im Falle eines Mindesmaßes von drei oder zwei Jahren auf sechs Monate, im Falle eines Mindestmaßes von einem Jahr auf drei Monate, im übrigen auf das gesetzliche Mindestmaß.“
10. ↑  § 26 StGB – „Als Anstifter wird gleich einem Täter bestraft, wer vorsätzlich einen anderen zu dessen vorsätzlich begangener rechtswidriger Tat bestimmt hat.“
11. ↑  § 25 Abs. 1 StGB – „Als Täter wird bestraft, wer die Straftat selbst oder durch einen anderen begeht.“
12. ↑  § 211 Abs. 2, 1. Gruppe, 4. Alternative – „Mörder ist, wer [...] aus niedrigen Beweggründen [...] einen Menschen tötet.“